# Kathmandu (azienda)

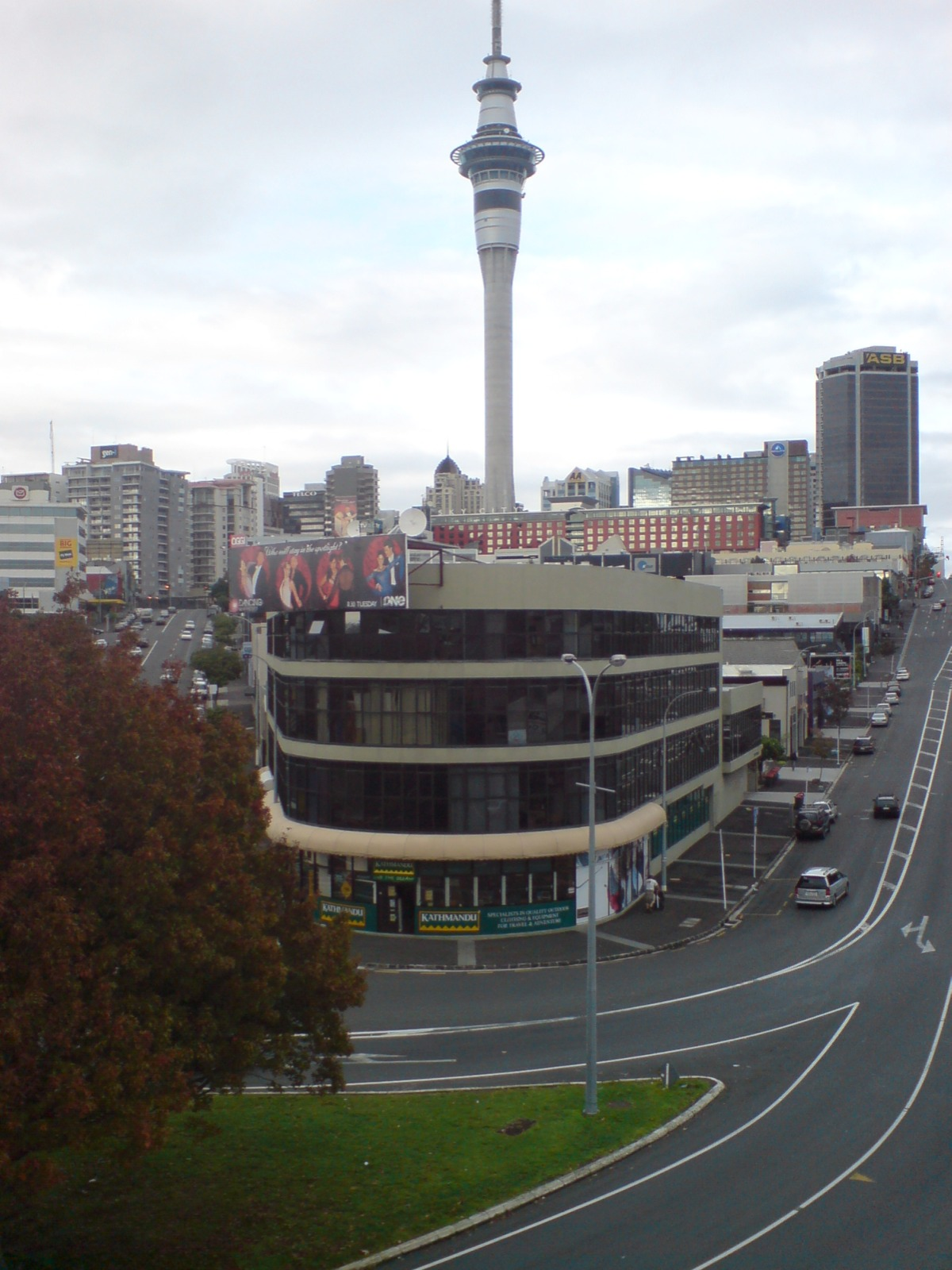
Negozio della Kathmandu ad Auckland, in Nuova Zelanda

La Kathmandu Holdings Limited è una catena internazionale di negozi al dettaglio che vendono abbigliamento e attrezzatura per il trekking o la montagna. A fine luglio 2017, Kathmandu contava 163 negozi: 47 in Nuova Zelanda, 115 in Australia e 1 nel Regno Unito.

## Storia
Kathmandu è stata fondata da John Pawson e Jan Cameron nel 1987. La società ha aperto i suoi primi punti vendita in Australia mentre produceva la maggior parte dei prodotti in Nuova Zelanda.
Nel 2006 è stata acquisita da una società australiana per 275 milioni di dollari australiani.
Kathmandu è stata quotata nelle borse australiane e neozelandesi nel novembre 2009.
Kathmandu ha annunciato l'acquisizione del marchio statunitense di calzature Oboz Footwear a marzo 2018.